# Арест Родриго Дутерте
11 марта 2025 года бывший президент Филиппин Родриго Дутерте был арестован Национальной полицией Филиппин и Интерполом на основании ордера Международного уголовного суда (МУС) по обвинению в преступлениях против против человечности в связи с жестокими антинаркотическими рейдами, которые проводились во время его правления в рамках политики «войны с наркопреступностью». Дутерте прибыл в международный аэропорт имени Ниноя Акино в Маниле 11 марта после участия в политическом митинге в Гонконге. После исполнения ордера Дутерте был переведен на авиабазу Вильямор и перевезен в Нидерланды, где, как ожидается, он предстанет перед судом в Гааге.

## Ордер на арест
В 2021 году Международный уголовный суд начал расследование против президента Филиппин. Страна вышла из МУС по указанию Дутерте еще в 2019 году, однако, суд начал расследование преступлений, совершенных с ноября 2011 года, когда Дутерте был мэром Давао, по март 2019 года.
7 марта 2025 года МУС выдал ордер на арест уже бывшего главы государства по обвинению в убийствах «в рамках сознательного широкомасштабного или систематического нападения на гражданских лиц» (пункт 1(а) статьи 7 Римского статута МУС)
Суд утверждает, что имеет разумные основания полагать, что Дутерте несет индивидуальную ответственность и является косвенным соучастником ряда убийств, совершенных на Филиппинах в период с 1 ноября 2011 года по 16 марта 2019 года в контексте так называемой войны с наркотиками. Прокуратура МУС пришла к выводу, что в рамках проводимой властями кампании от 12 до 30 тыс. человек были убиты за употребление или продажу наркотиков, причем часть инцидентов, как утверждается, могла быть убийствами без суда и следствия, совершенными во время полицейских операций.

## Арест
Дутерте взял на себя полную ответственность за преступления и заявил, что готов к судебной тяжбе в МУС. 
«Что бы ни случилось в прошлом, я был и остаюсь лицом нашей правоохранительной системы и армии. Я уже говорил об этом: я буду защищать вас и возьму на себя всю ответственность», — следует из его обращения на Facebook. — «Это будет долгий судебный процесс, но я заявляю вам: я продолжу служить своей стране. Так тому и быть, если такова моя судьба».
12 марта Родриго Дутерте был доставлен в тюремный комплекс в Гааге
.

## Реакция
В Нидерланды также прибыла дочь бывшего президента Сара Дутерте, вице-президент Филиппин, которой в феврале этого года объявили импичмент. Она назвала арест своего отца «притеснением и преследованием».